# Végh Péter (labdarúgó)
Végh Péter (Budapest, 1943. február 18. –) labdarúgó, csatár.

## Pályafutása
1962 nyarán igazolt a III. kerületi TTVE-ből a Vasasba. Az élvonalban 1963. augusztus 11-én mutatkozott be a Tatabányai Bányász ellen, ahol csapata 2–0-s vereséget szenvedett. 1964 és 1969 között a Dunaújváros csapatában szerepelt. 1970 és 1971 között a Tatabányai Bányász játékosa volt. Az élvonalban összesen 82 mérkőzésen szerepelt és 18 gólt szerzett. 1971 nyarán a Bp. Spartacus igazolta le.